# أندي هيل (منتج موسيقي)
أندي هيل (بالإنجليزية: Andy Hill) (1951، شيكاغو في الولايات المتحدة)؛ منتج أسطوانات، ملحن وروائي أمريكي.

## روابط خارجية
- أندي هيل على موقع IMDb (الإنجليزية)
- أندي هيل على موقع قاعدة بيانات الفيلم (الإنجليزية)